# Михан, Грег
Грег Михан (Greg Meehan род. 2 сентября 1976 года) - ведущий американский тренер по плаванию. Трижды признавался тренером года NCAA (NCAA Swimming Coach of the Year), шесть раз - тренером года Pac-12,  лауреат премии Golden Goggle Award 2017 и 2018 в номинации "Тренер года".

## Биография
Грег Михан родился 2 сентября 1976 года в Фэрфилде, штат Коннектикут. В 1998 году окончил Университет Райдера со степенью бакалавра по математике и педагогике, в 2001 году получил степень магистра.
Свою тренерскую карьеру начал в 1998 году, работал в ряде университетов, включая Колледж Вильгельма и Марии, Принстон, Калифорнийский университет в Лос-Анджелесе и Университет Пасифика. С 2008 по 2012 год входил в тренерский штаб мужской команды Калифорнийского университета в Беркли, с которой дважды выигрывал национальное первенство NCAA.
В августе 2012 года возглавил женскую команду Стэнфорда, став директором программы по плаванию имени Пола Виолича. Под его руководством команда трижды подряд становилась чемпионом NCAA (2017–2019), семь раз выигрывала чемпионат конференции Pac-12 и регулярно входила в тройку лучших на национальном уровне. За 13 лет на посту тренера Михан подготовил десятки чемпионов и призёров, включая Олимпийских чемпионов — Кэти Ледеки, Майю ДиРадо, Симону Мануэль и других.
В 2020 году был главным тренером женской сборной США на Олимпийских играх в Токио, а также ассистентом на Олимпиадах 2016 и 2024 годов. На международной арене возглавлял сборную на чемпионате мира 2017 года и входил в тренерский штаб на других крупных турнирах.

## Известные ученики
- Кэти Ледеки - 9-кратная олимпийская чемпионка, 21-кратная чемпионка мира, установила 14 мировых рекордов.
- Торри Хаски -  трёхкратная олимпийская чемпионка, трёхкратный серебряный призёр Игр 2020 и 2024 годов, двукратная чемпионка мира.
- Симона Мануэль -  двукратная олимпийская чемпионка, трёхкратный серебряный призёр Игр (2016 и 2024) и бронзовый призёр Игр (2020), одинадцатикратная чемпионка мира.
- Майя ДиРадо -  двукратная олимпийская чемпионка, призёр чемпионатов мира.
- Лиа Нил - серебряная и бронзовая призёрка Олимпийских игр, чемпионка мира, победительница Панамериканских игр.

## Награды и достижения
- Дважды лауреат премии Golden Goggle Award в номинации "Тренер года";[1]
- Трижды признавался тренером года NCAA.[3]
- Шесть раз становился тренером года конференции Pac-12.[4]
- Главный тренер женской сборной США по плаванию на Олимпийских играх 2020 года в Токио.[2]
- Руководил женской командой Стэнфордского университета с 2012 по 2024 год, в течение которого команда выиграла три подряд национальных чемпионата NCAA (2017, 2018, 2019) и семь титулов конференции Pac-12.[2]

## Текущая деятельность
11 апреля 2025 года Грег Михан объявил об уходе из Стэнфорда и переходе на должность национального директора сборной США по плаванию.
Женат, у него двое сыновей. Проживает в Пало-Альто, Калифорния.